# Matt Polster
Matt Polster, né le 8 juin 1993 à Milwaukee, est un joueur international américain de soccer. Il joue au poste d'arrière droit ou de milieu de terrain au Revolution de la Nouvelle-Angleterre en MLS.

## Biographie
Matt Polster grandit à Las Vegas avant de rejoindre la Southern Illinois University. Après 4 saisons en NCAA, Polster est repêché en septième position par le Fire de Chicago lors de la MLS SuperDraft 2015. Le 4 février 2015, il signe son premier contrat professionnel avec la MLS en faveur du Fire de Chicago.

## Palmarès
Polster remporte le Supporters' Shield en 2021 alors que le Revolution de la Nouvelle-Angleterre termine au sommet du classement général en saison régulière.